# Astor de l'illa de Flores
L'astor de l'illa de Flores (Tachyspiza hiogaster sylvestris; syn: Accipiter sylvestris) és un tàxon d'ocell de la família dels accipítrids (Accipitridae). Habita els boscos de les illes Petites de la Sonda. El seu estat de conservació es considera de risc mínim.

## Taxonomia
La població d'astors de les illes Petites de la Sonda ha estat considerada una espècie per ella mateixa (Accipiter sylvestris). però a la classificació del Congrés Ornitològic Internacional (versió 11.1, 2021) és considerada una subespècie de l'astor variable (Accipiter hiogaster).
Tradicionalment l'astor variable i les seves subespècies estaven classificats dins el gènere Accipiter. Tanmateix, estudis filogenètics moleculars van trobar que aquest gènere era polifilètic i es va proposar reordenar les seves espècies en 5 gèneres monofilètics. En base a aquests estudis, el Congrés Ornitològic Internacional, en la seva llista mundial d'ocells (versió 14.2, 2024) transferí aquests tàxons al gènere Tachyspiza, que fou recuperat per a tal fí.
Val a dir que anteriorment les diferents subespècies de l'astor variable eren considerades dins Accipiter novaehollandiae.